# Pomorové

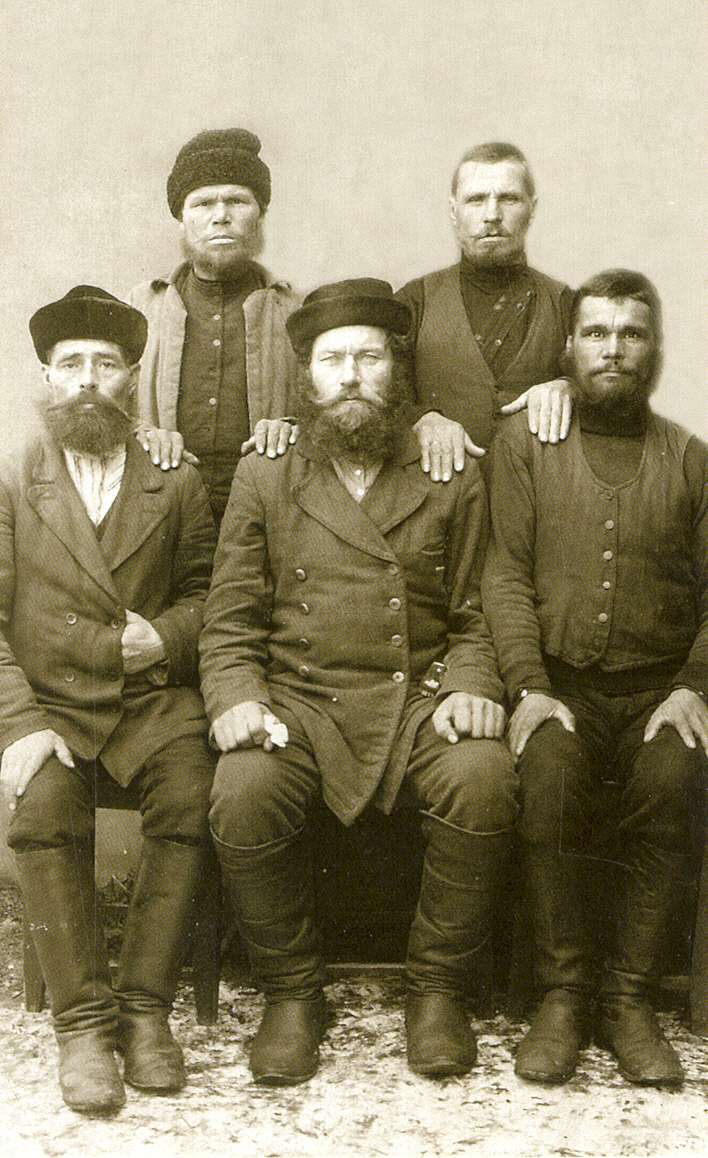
Pomorové za dob carského Ruska (foto před rokem 1917)

Pomorové (rusky поморы) jsou etnikum ruského a baltofinského původu obývající malé území v Archangelské oblasti při pobřeží Bílého moře a na březích řek Mezeň, Pečora, Oněga a Severní Dvina na severu Ruska.

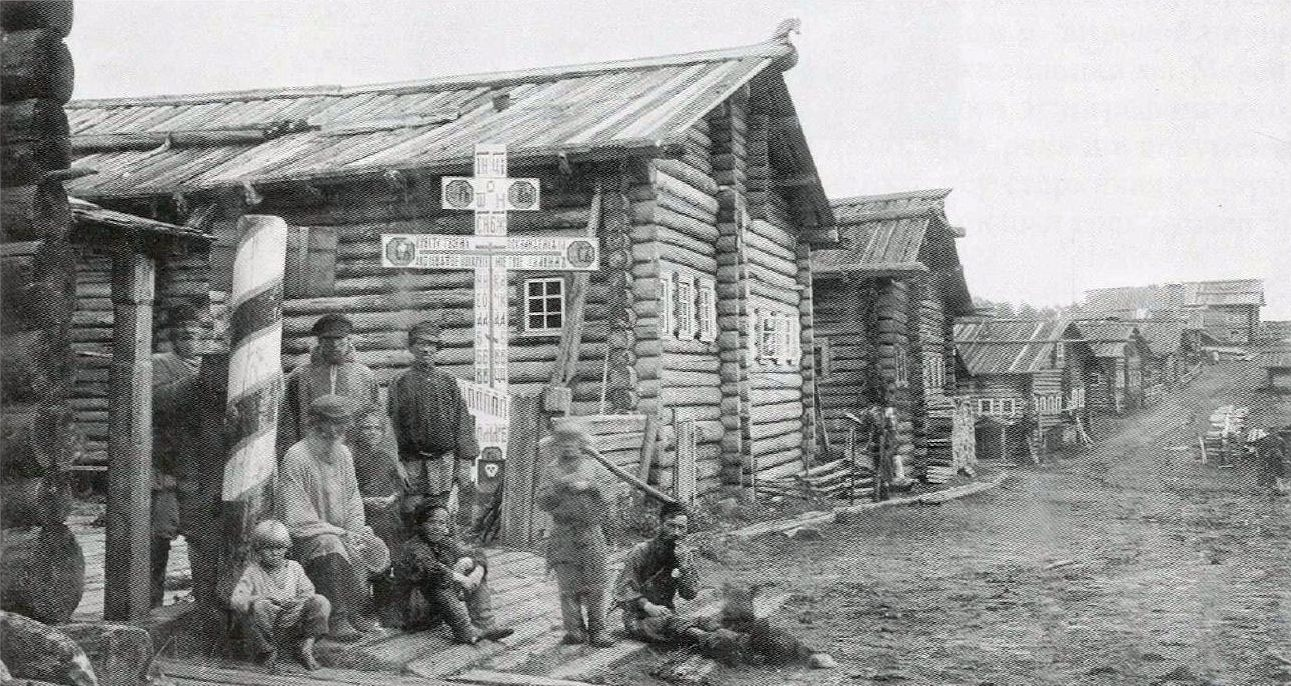
Vesnice Juromy počátkem 20. století

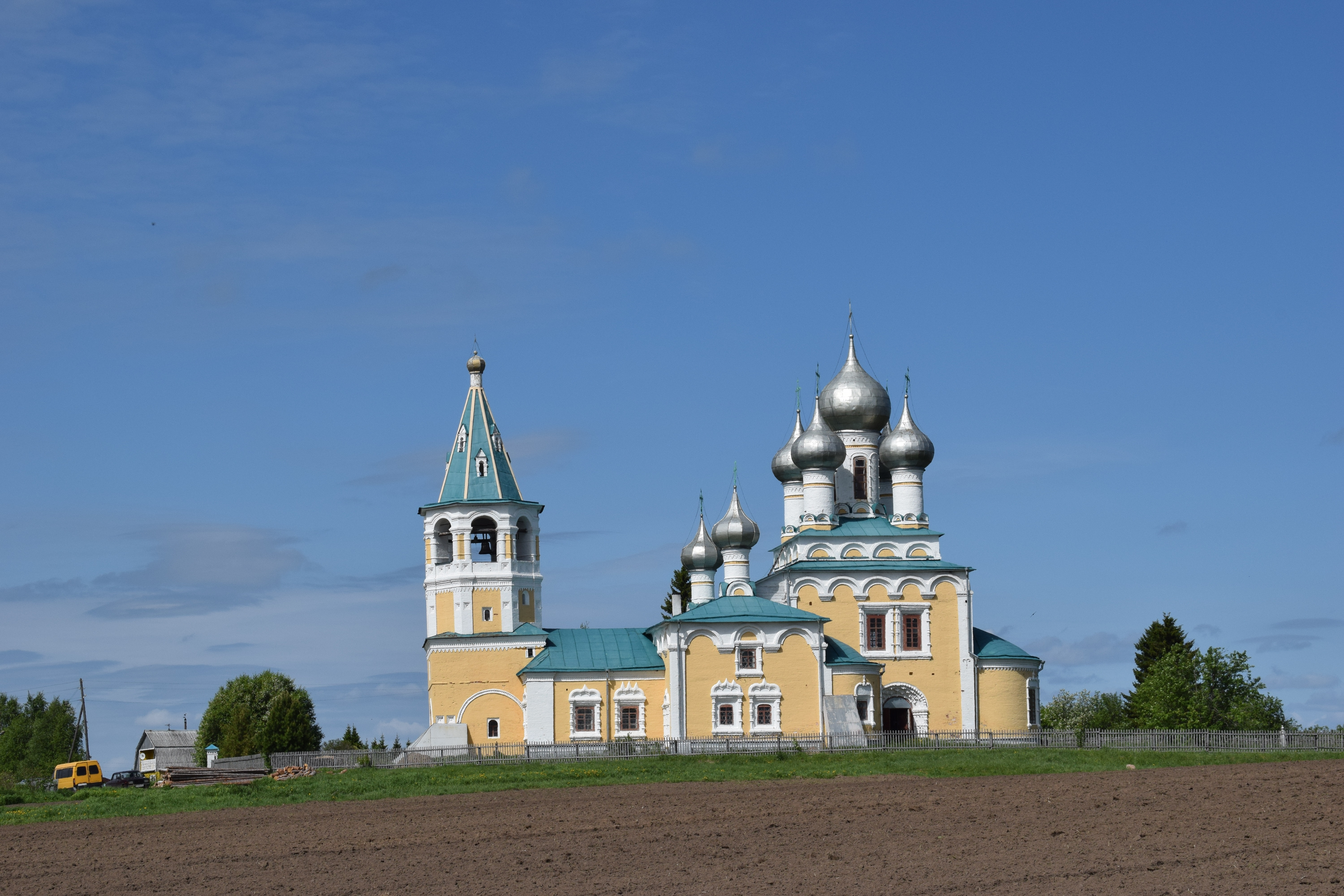
Chrám Vzkříšení v Matigorách roku 2017

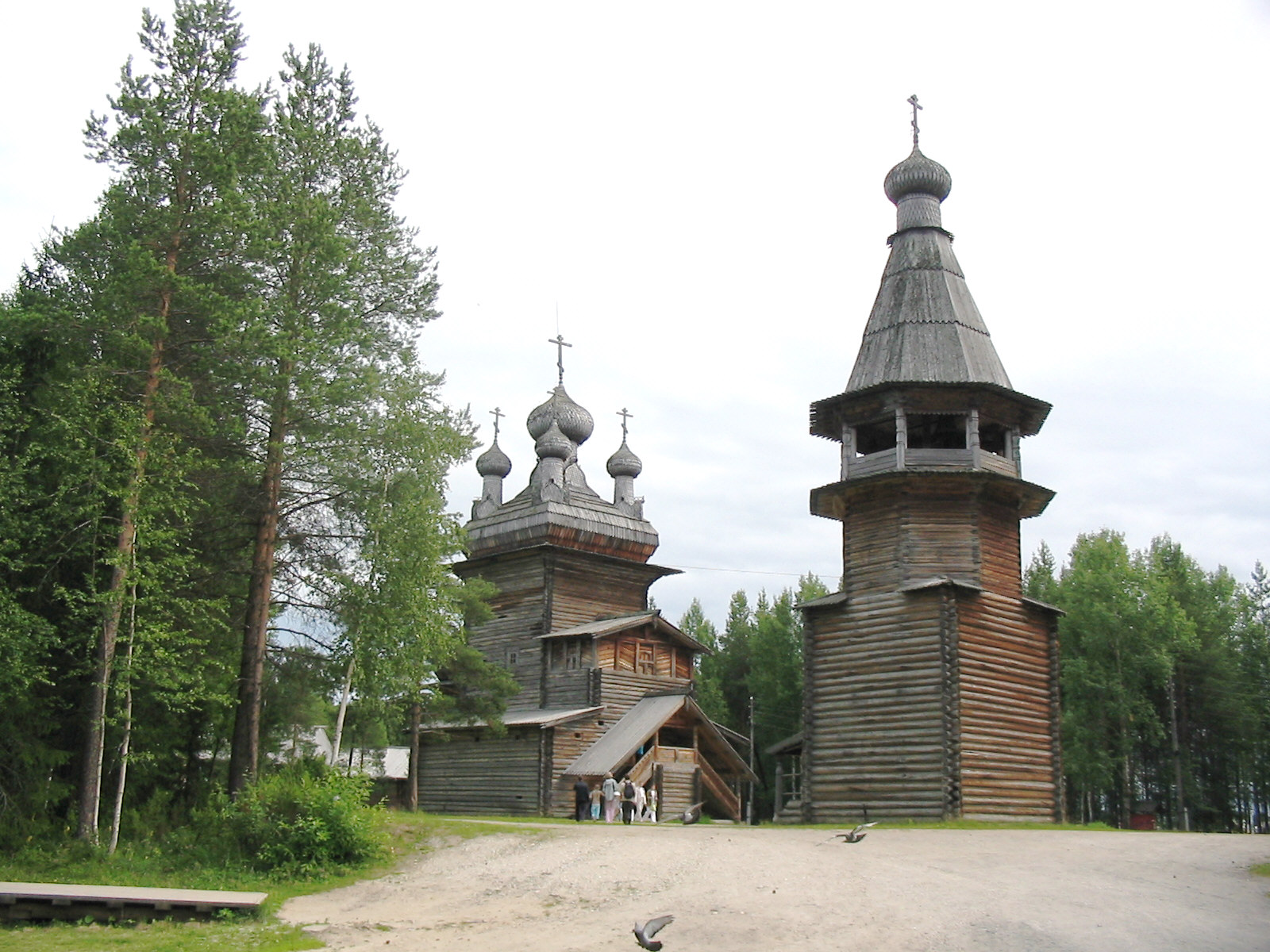
Vesnice Malyje Korely roku 2006

## Historie
Etnikum se zformovalo ve 12. století smíšením místních Karelů a křesťanských novgorodských přistěhovalců. Jejich největším střediskem byly Cholmogory a blízká Matigora, kde si v 17. století postavili katedrálu. Pomorové byli především rybáři, zemědělci a obchodníci. V historických pramenech se objevuje také termín Pomorci (Поморцы), který vymezuje náboženskou skupinu Pomorů jižní ortodoxní církve.

## Současnost
V současné době se úředně označuje jako subetnikum ruského národa. Podle sčítání lidu z roku 2002 se k Pomorům přihlásilo necelých sedm tisíc příslušníků, z toho 6 295 v Archangelské oblasti a 127 v oblasti Murmanské. Podle posledního sčítání z roku 2010 se k Pomorům přihlásilo 3,1 tisíce lidí, z nich dva tisíce v Archangelské oblasti. Na jedné ze tří univerzit v Archangelsku je studijními obor pomorská etnologie a lingvistika.
Ruský dialekt Pomorů obsahuje silný karelský substrát.

## Slavní Pomorové
- Semjon Ivanovič Děžňov (1605–1673) – ruský kozák, mořeplavec a obchodník
- Jerofej Pavlovič Chabarov (1603–1670) – ruský průkopník a podnikatel
- Isaj Ignatěv († po roce 1657) – ruský mořeplavec
- Michail Vasiljevič Lomonosov (1711–1765) – ruský polyhistor
- Fedot Šubin (1740–1805) – ruský sochař pozdního baroka a klasicismu
- Stěpan Pisachov (1879–1960) – ruský spisovatel, umělec a pomorský folklorista
- Boris Šergin (1896–1973) – ruský spisovatel, pomorský folklorista

### Film
- Smích a hoře u Bílého moře (Смех и горе у Бела моря) – sovětský dlouhometrážní animovaný film o pomorské kultuře, namluvený pomorskými dialekty; podle pohádek Borise Šergina a Stěpana Pisachova, (1988); režisér Leonid Nosyrev[2]